# Bota navideña

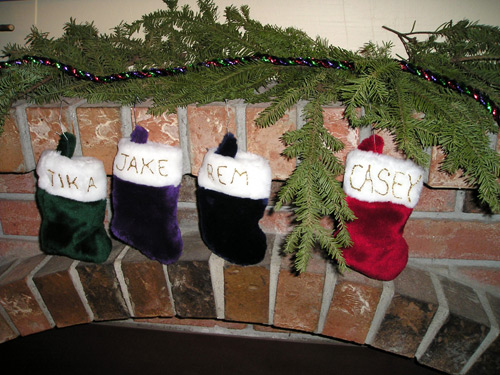
Botas navideñas sobre una chimenea.

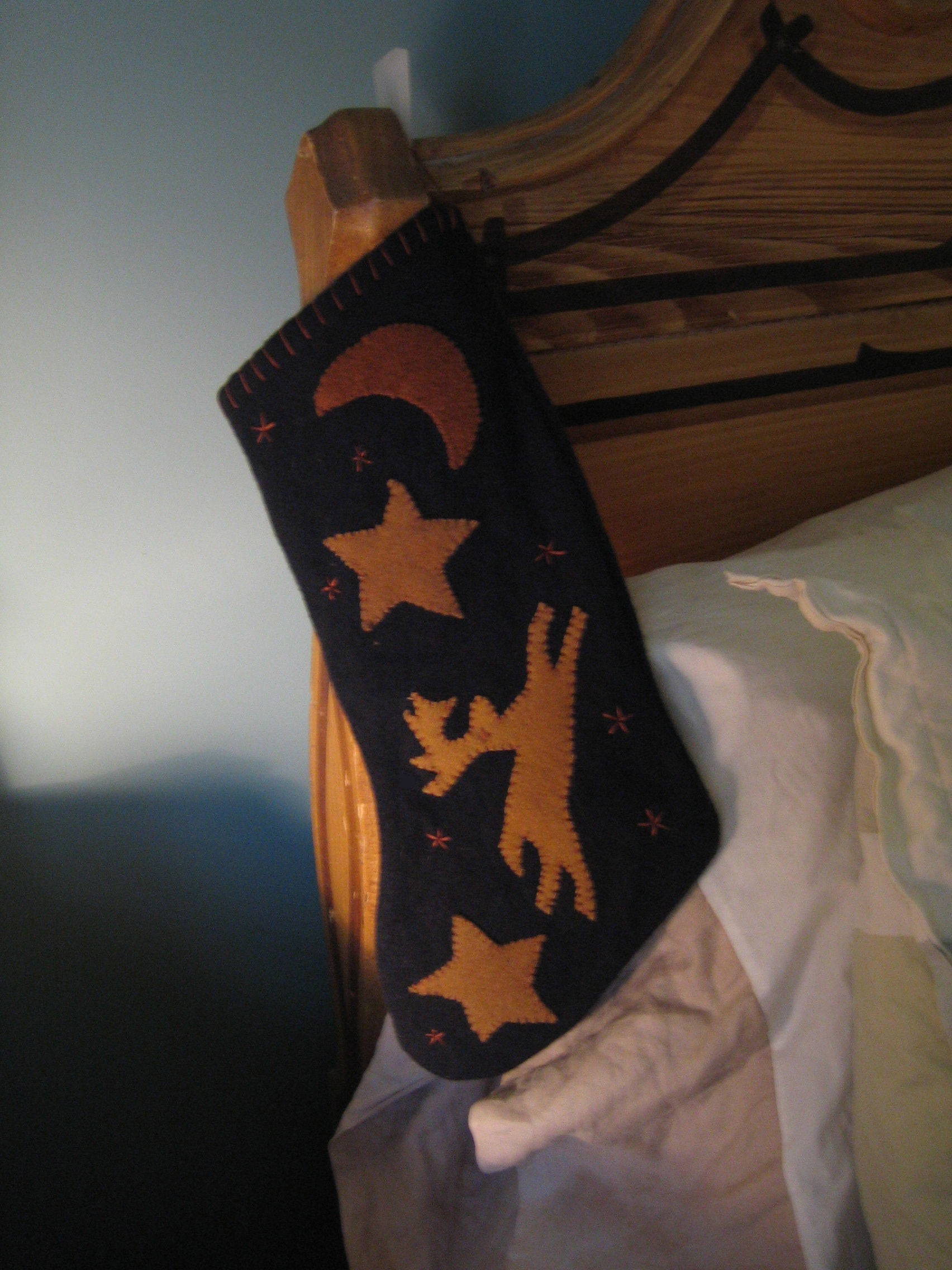
Una bota navideña colgada del cabecero de una cama.

Una bota navideña, también llamada calcetín o media de Navidad, es una bolsa de tela vacía en forma de bota que se cuelga el día de San Nicolás o Nochebuena para que San Nicolás (o las figuras relacionadas con Papá Noel y Santa Claus) pueda llenarlo con pequeños juguetes, dulces, frutas, monedas u otros obsequios pequeños. Se cree que la tradición de la bota navideña tiene su origen en la historia de San Nicolás. En algunos cuentos navideños, Papá Noel solamente entrega regalos a los niños dentro de las botas navideñas, sin embargo, en otras historias (y tradicionalmente), también entrega regalos envueltos debajo del árbol de Navidad. En la cultura occidental, es tradición amenazar a los niños con que si se portan mal durante todo el año, solo recibirán como regalo una bolsa o pedazo de carbón. Algunas personas incluso cuelgan sus botas navideñas en los postes del cabecero de la cama para que Papá Noel pueda llenarlas mientras duermen.

## Historia
Se cree que el origen de la bota navideña tiene su origen en la historia de San Nicolás. Si bien no existen registros escritos del origen de este elemento navideño, existen leyendas populares que intentan contar la historia de esta tradición navideña. Una de esas leyendas, aunque con numerosas variaciones, generalmente expresa que San Nicolás, con la fortuna heredada de sus padres, ayudaba anónimamente a quien más lo necesitaba, en este caso a tres hermanas que caerían en la prostitución de no tener dinero suficiente para el dote; San Nicolás al escuchar sobre esta familia, salió al anochecer y arrojó a la casa de las hermanas tres bolsas de oro a través de una ventana abierta, de las cuales una aterrizó en una media (en otras versiones un zapato). Otras versiones de la historia dicen que San Nicolás arrojó las tres bolsas de oro directamente en las medias que estaban colgadas junto a la chimenea secándose.
Esto llevó a la costumbre de que los niños colgaran medias o prepararan sus zapatos, esperando ansiosos los regalos de San Nicolás. A veces, la historia se cuenta con bolas de oro en lugar de bolsas de oro. Es por eso que las tres bolas de oro, a veces representadas como naranjas, son uno de los símbolos de San Nicolás. Este también es el origen de las tres bolas de oro que se utilizan como símbolo de los prestamistas.
En esta tradición que comenzó originalmente en Europa, los niños usaban uno de sus calcetines empleados a diario, pero finalmente se crearon medias navideñas especiales para este propósito. Estas medias se utilizan tradicionalmente el día de San Nicolás, aunque a principios del siglo XIX también se empezaron a utilizar en Nochebuena.
Una afirmación sin fundamento es que la costumbre de las botas navideñas deriva de la figura mitológica de Odin. Según Phyllis Siefker, los niños colocaban sus botas, llenas de zanahorias, paja o azúcar, cerca de la chimenea para que el caballo volador de Odín, Sleipnir, las comiera. Odin recompensaría a esos niños por su amabilidad reemplazando la comida de Sleipnir con regalos o dulces. Esta práctica, afirma, sobrevivió en Alemania, Bélgica y los Países Bajos después de la adopción del cristianismo y se asoció con San Nicolás como resultado del proceso de cristianización. Esta afirmación es dudosa ya que no existen registros que hablen sobre esta práctica relacionada con Odin, y mucho menos que hablen de como se fusionó con la tradición de San Nicolás. La tradición de San Nicolás tuvo una fusión anterior con el culto de la abuela en Bari, Italia, donde la abuela ponía regalos en medias. Esta tradición fusionada de San Nicolás, viajaría más tarde al norte y se fusionaría con los cultos de Odin.
Hoy en día, las tiendas ofrecen una gran variedad de estilos y tamaños de botas navideñas y también se consideran una artesanía casera popular. Muchas familias crean sus propias botas de Navidad con el nombre de cada miembro de la familia en cada una de ellas, para que Santa sepa qué bota le pertenece a cada miembro de la familia.